# Anthony Johnson
Anthony Kewoa "Rumble" Johnson, född 6 mars 1984 i Dublin, Georgia, död 13 november 2022, var en amerikansk MMA-utövare som 2007–2012 och 2014–2017 tävlade i organisationen Ultimate Fighting Championship.

## Karriär

### MMA
Johnsons manager, Ali Abdelaziz, tillkännagav till  Brett Okamoto på ESPN 28 augusti 2019 att "Rumble" planerar en comeback i MMA 2020. Men han tänker gå upp till tungvikt.

## Tävlingsfacit
| Resultat | Facit | Motståndare              | Metod                         | Event                                | Datum             | Rond | Tid  | Plats            | Notering                    |
| -------- | ----- | ------------------------ | ----------------------------- | ------------------------------------ | ----------------- | ---- | ---- | ---------------- | --------------------------- |
| Förlust  | 22–6  | Daniel Cormier           | Submission (rear-naked choke) | UFC 210                              | 8 april 2017      | 3    | 3:37 | Buffalo          | Titelmatch i lätt tungvikt. |
| Vinst    | 22–5  | Glover Teixeira          | KO (slag)                     | UFC 202                              | 20 augusti 2016   | 1    | 0:13 | Las Vegas        |                             |
| Vinst    | 21–5  | Ryan Bader               | KO (slag)                     | UFC on Fox: Johnson vs. Bader        | 30 januari 2016   | 1    | 1:26 | Newark           |                             |
| Vinst    | 20–5  | Jimi Manuwa              | KO (slag)                     | UFC 191                              | 5 september 2015  | 2    | 0:28 | Las Vegas        |                             |
| Förlust  | 19–5  | Daniel Cormier           | Submission (rear-naked choke) | UFC 187                              | 23 maj 2015       | 3    | 2:39 | Las Vegas        | Titelmatch i lätt tungvikt. |
| Vinst    | 19–4  | Alexander Gustafsson     | TKO (slag)                    | UFC on Fox: Gustafsson vs. Johnson   | 24 januari 2015   | 1    | 2:15 | Stockholm        |                             |
| Vinst    | 18–4  | Antônio Rogério Nogueira | KO (slag)                     | UFC on Fox: Lawler vs. Brown         | 26 juli 2014      | 1    | 0:44 | San Jose         |                             |
| Vinst    | 17–4  | Phil Davis               | Domslut (enhälligt)           | UFC 172                              | 26 april 2014     | 3    | 5:00 | Baltimore        |                             |
| Vinst    | 16–4  | Mike Kyle                | KO (slag)                     | WSOF 8: Gaethje vs. Patishnock       | 18 januari 2014   | 1    | 2:03 | Hollywood        |                             |
| Vinst    | 15–4  | Andrej Arloŭski          | Domslut (enhälligt)           | WSOF 2: Arlovski vs. Johnson         | 23 mars 2013      | 3    | 5:00 | Atlantic City    |                             |
| Vinst    | 14–4  | D.J. Linderman           | KO (slag)                     | WSOF 1: Arlovski vs. Cole            | 3 november 2012   | 1    | 3:58 | Las Vegas        |                             |
| Vinst    | 13–4  | Jake Rosholt             | TKO (spark)                   | Xtreme Fight Night 9                 | 21 september 2012 | 2    | 4:22 | Tulsa            |                             |
| Vinst    | 12–4  | Esteves Jones            | TKO (slag)                    | Titan Fighting Championship 24       | 24 augusti 2012   | 2    | 0:51 | Kansas City      |                             |
| Vinst    | 11–4  | David Branch             | Domslut (enhälligt)           | Titan Fighting Championship 22       | 25 maj 2012       | 3    | 5:00 | Kansas City      |                             |
| Förlust  | 10–4  | Vitor Belfort            | Submission (rear-naked choke) | UFC 142                              | 14 januari 2012   | 1    | 4:49 | Rio de Janeiro   |                             |
| Vinst    | 10–3  | Charlie Brenneman        | KO (spark)                    | UFC Live: Cruz vs. Johnson           | 1 oktober 2011    | 1    | 2:49 | Washington, D.C. |                             |
| Vinst    | 9–3   | Dan Hardy                | Domslut (enhälligt)           | UFC Fight Night: Nogueira vs. Davis  | 26 mars 2011      | 3    | 5:00 | Seattle          |                             |
| Förlust  | 8–3   | Josh Koscheck            | Submission (rear-naked choke) | UFC 106                              | 21 november 2009  | 2    | 4:47 | Las Vegas        |                             |
| Vinst    | 8–2   | Yoshiyuki Yoshida        | TKO (slag)                    | UFC 104                              | 24 oktober 2009   | 1    | 0:41 | Los Angeles      |                             |
| Vinst    | 7–2   | Luigi Fioravanti         | TKO (slag)                    | UFC Fight Night: Lauzon vs. Stephens | 7 februari 2009   | 1    | 4:39 | Tampa            |                             |
| Vinst    | 6–2   | Kevin Burns              | KO (spark)                    | The Ultimate Fighter 8 Finale        | 13 december 2008  | 3    | 0:28 | Las Vegas        |                             |
| Förlust  | 5–2   | Kevin Burns              | TKO (ögonskada)               | UFC Fight Night: Silva vs. Irvin     | 19 juli 2008      | 3    | 3:35 | Las Vegas        |                             |
| Vinst    | 5–1   | Tom Speer                | KO (slag)                     | UFC Fight Night: Florian vs. Lauzon  | 2 april 2008      | 1    | 0:51 | Broomfield       |                             |
| Förlust  | 4–1   | Rich Clementi            | Submission (rear-naked choke) | UFC 76                               | 22 september 2007 | 2    | 3:05 | Anaheim          |                             |
| Vinst    | 4–0   | Chad Reiner              | KO (slag)                     | UFC Fight Night: Stout vs. Fisher    | 12 juni 2007      | 1    | 0:13 | Hollywood        |                             |
| Vinst    | 3–0   | Keith Wilson             | Domslut (majoritet)           | Rocky Mountain Nationals: Demolition | 16 september 2006 | 2    | 5:00 | Denver           |                             |
| Vinst    | 2–0   | Rich Moskowitz           | Domslut (enhälligt)           | Rocky Mountain Nationals: Demolition | 16 september 2006 | 2    | 5:00 | Denver           |                             |
| Vinst    | 1–0   | Jonathan Romero          | TKO (slag)                    | PF 2: Live MMA                       | 18 augusti 2006   | 1    | 1:09 | Hollywood        |                             |